# 阿蘇郡
- 令制国一覧 > 西海道 > 肥後国 > 阿蘇郡
- 日本 > 九州地方 > 熊本県 > 阿蘇郡

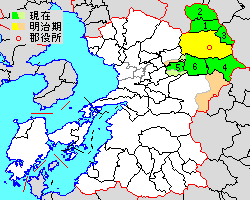
熊本県阿蘇郡の位置（1.南小国町 2.小国町 3.産山村 4.高森町 5.西原村 6.南阿蘇村 薄黄：後に他郡に編入された区域 薄緑：後に他郡から編入した区域）

阿蘇郡（あそぐん）は、熊本県（肥後国）の郡である。
人口32,418人、面積703.25km²、人口密度46.1人/km²。（2025年2月1日、推計人口）
以下の3町3村を含む。
- 南小国町（みなみおぐにまち）
- 小国町（おぐにまち）
- 産山村（うぶやまむら）
- 高森町（たかもりまち）
- 西原村（にしはらむら）
- 南阿蘇村（みなみあそむら）

## 郡域
1879年（明治12年）に行政区画として発足した当時の郡域は、下記の区域にあたる。
- 阿蘇市・南小国町・小国町・産山村・高森町の全域
- 西原村の大部分（河原を除く）
- 南阿蘇村の大部分（立野を除く）
- 菊池郡大津町の一部（岩坂・錦野・外牧）
- 上益城郡山都町の一部（大見口、上差尾、塩出迫、塩原、柳井原、方ケ野、仮屋、米生、須原、小峰、貫原、小中竹、木原谷、緑川以東）

## 名所

### 水源
- 白川水源（白川吉見神社境内）
- 立岩水源
- 池山水源
- 塩井社水源
- 山吹水源

### 滝
- 鍋ヶ滝公園
- 夫婦滝

### 温泉
- 杖立温泉
- 地獄温泉
- 黒川温泉
- くぬぎ湯
- 阿蘇白水温泉
- 久木野温泉

### 神社
- 白川吉見神社
- 上色見熊野座神社
- 草部吉見神社
- 阿蘇白水龍神權現
- 宝来宝来神社
- 小国両神社
- 高森阿蘇神社
- 片俣阿蘇神社
- 長野阿蘇神社
- 平川阿蘇神社

### 牧場
- 阿蘇ミルク牧場
- 阿蘇ファームランド
- 阿蘇オルゴール館
- モーモーファーム竹原牧場

## 歴史

### 古代
『筑紫風土記』に閼宗県（あそ の あがた）という県（あがた）として記される。
また、『日本書紀』には阿蘇国（あそ の くに）という国が記されている。「国造本紀」によれば、阿蘇国を支配したのは阿蘇国造であるという。阿蘇氏はその子孫とされる。
『日本書紀』には阿蘇国造の祖先でもある阿蘇都彦（あそつひこ）・阿蘇都媛（あそつひめ）の2神が登場し、この2神がいたことが「阿蘇」の地名の由来であると記される。この2神は現在の阿蘇市にある阿蘇神社の祭神となっている。

#### 式内社
『延喜式』神名帳に記される郡内の式内社。
| 神名帳                     | 神名帳                      | 神名帳 | 神名帳 | 比定社   | 比定社                                                | 比定社     | 集成 |
| 社名                       | 読み                        | 格     | 付記   | 社名     | 所在地                                                | 備考       | 集成 |
| -------------------------- | --------------------------- | ------ | ------ | -------- | ----------------------------------------------------- | ---------- | ---- |
| 阿蘇郡 3座（大1座・小2座） |                             |        |        |          |                                                       |            |      |
| 健磐竜命神社               | タケイハタツノ-             | 名神大 |        | 阿蘇神社 | 本宮：熊本県阿蘇市一の宮町宮地 奥宮：熊本県阿蘇市黒川 | 肥後国一宮 |      |
| 阿蘇比咩神社               | アソ-                       | 小     |        | 阿蘇神社 | 本宮：熊本県阿蘇市一の宮町宮地 奥宮：熊本県阿蘇市黒川 | 肥後国一宮 |      |
| 国造神社                   | クニツクリ クニノミヤツコノ | 小     |        | 国造神社 | 熊本県阿蘇市一の宮町手野                              |            |      |
| 凡例を表示                 |                             |        |        |          |                                                       |            |      |

### 近世以降の沿革
- 明治初年時点では全域が肥後熊本藩領であった。「旧高旧領取調帳」に記載されている明治初年時点での村は以下の通り。（1町212村）

内牧村、分内牧村、宇土村、折戸村、小園村（現・阿蘇市西小園）、西湯浦村、湯浦村、宮原村（現・阿蘇市）、小里村、成川村、小池村、黒流町村、今町村、小野田新村、綾野村、小倉村、山田村、小野田村、小野田町村、綾野下原村、役犬原村、西町村、分西町村、竹原村（現・阿蘇市）、蔵原村、東黒川村、黒川村、乙姫村、永草村、赤水村、車帰村、的石村、跡ヶ瀬村、狩尾村、坂梨村、古閑村、馬場村（現・阿蘇市）、北坂梨村、上野中村、下野中村、上三ヶ村、下三ヶ村、手野村、尾籠村、東下原村、西下原村、中原村（現・阿蘇市）、井手村、宮地村、東宮地村、北宮地村、西宮地村、分西宮地村、四分一村、布田村、日向村、宮山村、小東村、小森村、鳥子村、岩坂村、錦野村、外牧村、下久木野村、久木野村、上久木野村、東下田村、宮寺村、下田村、川後田村、長野村、喜多村、吉田村、下市村、下積村、上中村、西中村、下中村、松木村、二子石村、竹崎村、市下村、高森村、高森町、村山村、上色見村、色見村、白川村、大中野村、永野原村、幸子村、大切畑村、所尾野村、下切村、小篠村、草ヶ部村、社倉村、小崎村、木郷村、原口村、馬場村（現・高森町）、芹口村、水湛村、菅山村、水迫村、下尾野村、栃原村（現・高森町）、岩神村、野尻村、胡桃原村、蔵地村、向津留村、津留村、上津留村、重井野村、永野村、尾下村、牧戸村、味鳥村、黒岩村、仁田水村、市野尾村、河原村、峰ノ宿村、中村、祭場村、矢津田村、高尾野村、小村、柳村、西竹原村、東竹原村、旅草村、梶原村、小倉村、早楢村、高畑村、下山村、目細村、稲生村、玉目村、蔵木山村、仁瀬本村、丸小野村、大野原村、橘崎村、神動村、椛山村、神木村、八矢村、二津留村、柏村、花寺村、今村、米山村、大久保村、大迫村、塩出迫村、大見口村、上指尾村、菅尾村、神前村、大野村、竿渡村、馬見原村、長崎村、方ヶ野村、土戸村、仮屋村、名ヶ園村、上原村、馬場野村、市原村、鎌野村、白石村、尾野尻村、小峰村、貫原村、栃原村（現・上益城郡山都町）、猪尾村、木原谷村、西原村、川口村、梅木鶴村、栗林村、尾ヶ分村、栗藤村、斗塩村、黒原村、柳井原村、須刈村、小中竹村、高須村、黒淵村、宮原村（現・小国町）、西里村、北里村、満願寺村、上田村、赤馬場村、中原村（現・南小国町）、下城村、産山村、田尻村、山鹿村、大利村、片俣村、小園村（現・阿蘇市波野小園）、小地野村、赤仁田村、滝水村、波野村、中江村
- 明治4年7月14日（1871年8月29日） - 廃藩置県により熊本県（第1次）の管轄となる。
- 明治5年6月14日（1872年7月19日） - 白川県の管轄となる。
- 明治初年（1町214村）
  - 無田村が起立。
  - 波野村の一部が分立して新波野村となる。
- 明治7年（1874年） - 日向村が宮山村に、小東村が小森村にそれぞれ合併。（1町212村）
- 明治8年（1875年）12月10日 - 熊本県（第2次）の管轄となる。同年、以下の各村の統合が行われる。（1町205村）
  - 須原村 ← 西原村、高須村
  - 米生村 ← 名ヶ園村、上原村、馬場野村
  - 緑川村 ← 川口村、梅木鶴村、栗林村、尾ヶ分村、栗藤村
- 明治9年（1876年） - 以下の各村の統合が行われる。（1町130村）

- 三野村 ← 上野中村、下野中村、上三ヶ村、下三ヶ村
- 中通村 ← 東下原村、西下原村、中原村（現・阿蘇市）、井手村
- 河陰村 ← 下久木野村、久木野村［一部］、下田村［一部］
- 久石村 ← 久木野村［残部］、上久木野村、二子石村
- 河陽村 ← 東下田村、宮寺村、下田村［残部］、川後田村、喜多村
- 一関村 ← 下市村、下積村
- 中松村 ← 上中村、西中村、下中村、松木村
- 両併村 ← 竹崎村、市下村
- 竹原村（現・上益城郡山都町） ← 西竹原村、東竹原村

- 伊勢村 ← 旅草村、梶原村
- 高辻村 ← 小倉村、早楢村
- 長谷村 ← 目細村、稲生村、蔵木山村
- 橘村 ← 橘崎村、椛山村
- 花上村 ← 神動村、花寺村
- 八木村 ← 神木村、八矢村
- 米迫村 ← 米山村、大迫村
- 滝上村 ← 竿渡村、土戸村、須刈村
- 塩原村 ← 斗塩村、黒原村

- 綾野村が小倉村に、古閑村・馬場村（現・阿蘇市）が坂梨村に、尾籠村が手野村に、東宮地村・北宮地村・西宮地村・分西宮地村・四分一村が宮地村に、高森村・村山村が高森町に、大中野村・幸子村が永野原村に、大切畑村・所尾野村・小篠村が下切村に、社倉村・小崎村・木郷村が草ヶ部村に、原口村・馬場村（現・高森町）が芹口村に、水湛村・水迫村・下尾野村・栃原村（現・高森町）が菅山村に、岩神村が永野原村に、胡桃原村・蔵地村・向津留村が野尻村に、上津留村・重井野村・永野村が津留村に、牧戸村が尾下村に、味鳥村・黒岩村・仁田水村・市野尾村が河原村に、峰ノ宿村・祭場村が中村に、高尾野村・小村が矢津田村に、丸小野村・大野原村が仁瀬本村に、大久保村が菅尾村に、栃原村（現・上益城郡山都町）・猪尾村が小峰村にそれぞれ合併。

- 明治12年（1879年）（1町124村）
  - 1月20日 - 郡区町村編制法の熊本県での施行により、行政区画としての阿蘇郡が発足。郡役所が内牧村に設置。
  - 河陽村の一部が分立して下野村となる。
  - 宇土村・折戸村が合併して三久保村となる。
  - 分内牧村・成川村が内牧村に、小野田新村・小野田町村・綾野下原村が小野田村に、分西町村が西町村にそれぞれ合併。
- 明治13年（1880年）（1町123村）
  - 東黒川村が黒川村に合併。
  - 小園村（現・阿蘇市西小園）が西小園村に、宮原村（現・阿蘇市）が南宮原村に、竹原村（現・上益城郡山都町）が東竹原村にそれぞれ改称。

### 町村制以降の沿革

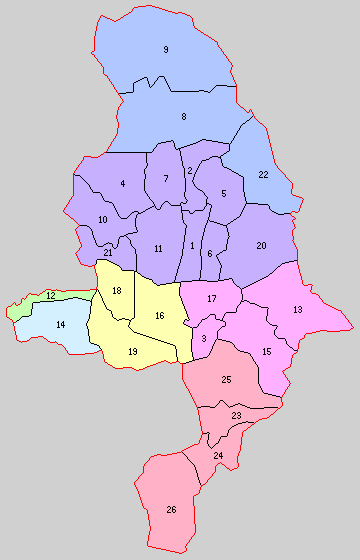
1.宮地村 2.中通村 3.高森町 4.内牧村 5.古城村 6.坂梨村 7.山田村 8.南小国村 9.北小国村 10.尾ヶ石村 11.黒川村 12.錦野村 13.野尻村 14.山西村 15.草ヶ矢村 16.白水村 17.色見村 18.長陽村 19.久木野村 20.波野村 21.永水村 22.産山村 23.菅尾村 24.馬見原町 25.柏村 26.小峰村（紫：阿蘇市 桃：高森町 水色：西原村 緑：菊池郡大津町 赤：上益城郡山都町 青：合併なし）

- 明治22年（1889年）4月1日 - 町村制の施行により、以下の町村が発足。（2町24村）
  - 宮地村、中通村（それぞれ単独村制。現・阿蘇市）
  - 高森町（単独町制。現存）
  - 内牧村 ← 内牧村、湯浦村、西湯浦村、三久保村、南宮原村、西小園村、小里村（現・阿蘇市）
  - 古城村 ← 北坂梨村［大部分］、三野村、手野村（現・阿蘇市）
  - 坂梨村 ← 坂梨村、北坂梨村［一部］（現・阿蘇市）
  - 山田村 ← 山田村、小野田村、小倉村、小池村、黒流町村、今町村（現・阿蘇市）
  - 南小国村 ← 赤馬場村、満願寺村、中原村（現・南小国町）
  - 北小国村 ← 宮原村、上田村、西里村、北里村、下城村、黒淵村（現・小国町）
  - 尾ヶ石村 ← 狩尾村、跡ヶ瀬村、的石村（現・阿蘇市）
  - 黒川村 ← 役犬原村、西町村、蔵原村、黒川村、竹原村、乙姫村（現・阿蘇市）
  - 錦野村 ← 外牧村、錦野村、岩坂村（現・菊池郡大津町）
  - 野尻村 ← 津留村、野尻村、尾下村、河原村（現・高森町）
  - 山西村 ← 小森村、布田村、宮山村、鳥子村（現・西原村）
  - 草ヶ矢村 ← 芹口村、草ヶ部村、菅山村、永野原村、下切村、矢津田村、中村（現・高森町）
  - 白水村 ← 吉田村、白川村、両併村、一関村、中松村（現・南阿蘇村）
  - 色見村 ← 色見村、上色見村（現・高森町）
  - 長陽村 ← 下野村、長野村、河陽村（現・南阿蘇村）
  - 久木野村 ← 河陰村、久石村（現・南阿蘇村）
  - 波野村 ← 波野村、新波野村、中江村、滝水村、小地野村、赤仁田村、小園村（現・阿蘇市）
  - 永水村 ← 車帰村、無田村、赤水村、永草村（現・阿蘇市）
  - 産山村 ← 産山村、田尻村、山鹿村、大利村、片俣村（現存）
  - 菅尾村 ← 菅尾村、花上村、八木村、今村、米迫村、塩出迫村、塩原村（現・上益城郡山都町）
  - 馬見原町 ← 神前村、白石村、方ヶ野村、大野村、長崎村、馬見原町、滝上村、柳井原村（現・上益城郡山都町）
  - 柏村 ← 柳村、東竹原村、伊勢村、高畑村、高辻村、下山村、橘村、長谷村、仁瀬本村、玉目村、柏村、大見口村、上指尾村、二津留村（現・上益城郡山都町）
  - 小峰村 ← 小峰村、貫原村、小中竹村、木原谷村、緑川村、尾野尻村、鎌野村、市原村、仮屋村、米生村、須原村（現・上益城郡山都町）
- 明治27年（1894年）1月12日 - 草ヶ矢村が改称して草部村となる。
- 明治29年（1896年）6月1日 - 郡制を施行。郡役所が宮地村に設置。
- 明治34年（1901年）1月1日 - 宮地村が町制施行して宮地町となる。（3町23村）
- 明治39年（1906年）4月1日 - 内牧村が町制施行して内牧町となる。（4町22村）
- 大正12年（1923年）4月1日 - 郡会が廃止。郡役所は存続。
- 大正15年（1926年）7月1日 - 郡役所が廃止。以降は地域区分名称となる。
- 昭和10年（1935年）4月1日 - 北小国村が町制施行・改称して小国町となる。（5町21村）
- 昭和23年（1948年）4月1日 - 小峰村の所属郡が上益城郡に変更。（5町20村）
- 昭和29年（1954年）4月1日 （5町13村）
  - 宮地町・坂梨村・中通村・古城村が合併して一の宮町が発足。
  - 黒川村・永水村・尾ヶ石村・内牧町・山田村が合併して阿蘇町が発足。
- 昭和30年（1955年）4月1日 - 草部村・高森町・色見村が合併し、改めて高森町が発足。（5町11村）
- 昭和31年（1956年）
  - 8月1日（5町10村）
    - 錦野村の一部（外牧・錦野および大字岩坂の大部分）が菊池郡平真城村・大津町・陣内村および瀬田村の一部（瀬田・大林・吹田）・護川村の一部（杉水・矢護川）と合併し、改めて菊池郡大津町が発足。
    - 長陽村が菊池郡瀬田村の一部（立野）を編入。
    - 錦野村の残部（岩坂の残部）が山西村に編入。

  - 9月30日 - 柏村・菅尾村・馬見原町が合併して蘇陽町が発足。（5町8村）
- 昭和32年（1957年）8月1日 - 野尻村が高森町に編入。（5町7村）
- 昭和35年（1960年）9月1日 - 山西村が上益城郡河原村と合併して西原村が発足。（5町7村）
- 昭和44年（1969年）11月1日 - 南小国村が町制施行して南小国町となる。（6町6村）
- 平成17年（2005年）
  - 2月11日（3町5村）
    - 一の宮町・阿蘇町・波野村が合併して阿蘇市が発足し、郡より離脱。
    - 蘇陽町が上益城郡矢部町・清和村が合併して上益城郡山都町が発足。

  - 2月13日 - 白水村・久木野村・長陽村が合併して南阿蘇村が発足。（3町3村）

### 変遷表
| 明治22年以前                                               | 明治22年4月1日  | 明治22年 - 昭和19年            | 昭和20年 - 昭和29年     | 昭和30年 - 昭和63年                                           | 平成元年 - 現在                       | 現在            |
| ---------------------------------------------------------- | --------------- | ------------------------------ | ----------------------- | ------------------------------------------------------------- | ------------------------------------- | --------------- |
|                                                            | 高森町          | 高森町                         | 高森町                  | 昭和30年4月1日 高森町                                         | 高森町                                | 高森町          |
|                                                            | 草ヶ矢村        | 明治27年1月12日 改称 草部村    | 草部村                  | 昭和30年4月1日 高森町                                         | 高森町                                | 高森町          |
|                                                            | 色見村          | 色見村                         | 色見村                  | 昭和30年4月1日 高森町                                         | 高森町                                | 高森町          |
|                                                            | 野尻村          | 野尻村                         | 野尻村                  | 昭和32年8月1日 高森町に編入                                   | 高森町                                | 高森町          |
|                                                            | 宮地村          | 明治34年1月1日 町制            | 昭和29年4月1日 一の宮町 | 一の宮町                                                      | 平成17年2月11日 阿蘇市                | 阿蘇市          |
|                                                            | 中通村          | 中通村                         | 昭和29年4月1日 一の宮町 | 一の宮町                                                      | 平成17年2月11日 阿蘇市                | 阿蘇市          |
|                                                            | 古城村          | 古城村                         | 昭和29年4月1日 一の宮町 | 一の宮町                                                      | 平成17年2月11日 阿蘇市                | 阿蘇市          |
|                                                            | 坂梨村          | 坂梨村                         | 昭和29年4月1日 一の宮町 | 一の宮町                                                      | 平成17年2月11日 阿蘇市                | 阿蘇市          |
|                                                            | 内牧村          | 明治39年4月1日 町制            | 昭和29年4月1日 阿蘇町   | 阿蘇町                                                        | 平成17年2月11日 阿蘇市                | 阿蘇市          |
|                                                            | 山田村          | 山田村                         | 昭和29年4月1日 阿蘇町   | 阿蘇町                                                        | 平成17年2月11日 阿蘇市                | 阿蘇市          |
|                                                            | 尾ヶ石村        | 尾ヶ石村                       | 昭和29年4月1日 阿蘇町   | 阿蘇町                                                        | 平成17年2月11日 阿蘇市                | 阿蘇市          |
|                                                            | 黒川村          | 黒川村                         | 昭和29年4月1日 阿蘇町   | 阿蘇町                                                        | 平成17年2月11日 阿蘇市                | 阿蘇市          |
|                                                            | 永水村          | 永水村                         | 昭和29年4月1日 阿蘇町   | 阿蘇町                                                        | 平成17年2月11日 阿蘇市                | 阿蘇市          |
| 波野村・小園村・小地野村 赤仁田村・滝水村・中江村 新波野村 | 波野村          | 波野村                         | 波野村                  | 波野村                                                        | 平成17年2月11日 阿蘇市                | 阿蘇市          |
| 産山村・山鹿村・片俣村 田尻村・大利村                      | 産山村          | 産山村                         | 産山村                  | 産山村                                                        | 産山村                                | 産山村          |
|                                                            | 南小国村        | 南小国村                       | 南小国村                | 昭和44年11月1日 町制                                          | 南小国町                              | 南小国町        |
|                                                            | 北小国村        | 昭和10年4月1日 町制改称 小国町 | 小国町                  | 小国町                                                        | 小国町                                | 小国町          |
| 吉田村・両併村・白川村 一関村・中松村                      | 白水村          | 白水村                         | 白水村                  | 白水村                                                        | 平成17年2月13日 南阿蘇村              | 南阿蘇村        |
|                                                            | 長陽村          | 長陽村                         | 長陽村                  | 昭和31年8月1日 菊池郡 瀬田村立野を編入                        | 平成17年2月13日 南阿蘇村              | 南阿蘇村        |
| 久石村・河陰村                                             | 久木野村        | 久木野村                       | 久木野村                | 久木野村                                                      | 平成17年2月13日 南阿蘇村              | 南阿蘇村        |
|                                                            | 錦野村          | 錦野村                         | 錦野村                  | 昭和31年8月1日 （外牧・錦野・岩坂の一部） 菊池郡 大津町の一部 |                                       | 菊池郡 大津町   |
|                                                            | 錦野村          | 錦野村                         | 錦野村                  | 昭和31年8月1日 （岩坂の一部） 山西村に編入                    | 西原村                                | 西原村          |
|                                                            | 山西村          | 山西村                         | 山西村                  | 昭和35年9月1日 西原村                                         | 西原村                                | 西原村          |
|                                                            | 上益城郡 河原村 | 上益城郡 河原村                | 上益城郡 河原村         | 昭和35年9月1日 西原村                                         | 西原村                                | 西原村          |
|                                                            | 馬見原町        | 馬見原町                       | 馬見原町                | 昭和31年9月30日 蘇陽町                                        | 平成17年2月11日 上益城郡 山都町の一部 | 上益城郡 山都町 |
|                                                            | 菅尾村          | 菅尾村                         | 菅尾村                  | 昭和31年9月30日 蘇陽町                                        | 平成17年2月11日 上益城郡 山都町の一部 | 上益城郡 山都町 |
|                                                            | 柏村            | 柏村                           | 柏村                    | 昭和31年9月30日 蘇陽町                                        | 平成17年2月11日 上益城郡 山都町の一部 | 上益城郡 山都町 |
|                                                            | 小峰村          | 小峰村                         | 昭和23年4月1日 上益城郡 | 昭和31年7月1日 上益城郡 清和村の一部                          | 平成17年2月11日 上益城郡 山都町の一部 | 上益城郡 山都町 |

## 行政
歴代郡長
| 代 | 氏名 | 就任年月日                | 退任年月日                | 備考                   |
| -- | ---- | ------------------------- | ------------------------- | ---------------------- |
| 1  |      | 明治12年（1879年）1月20日 |                           |                        |
|    |      |                           | 大正15年（1926年）6月30日 | 郡役所廃止により、廃官 |